# Neno (dystrykt)
Neno – dystrykt w Malawi, utworzony z dystryktu Mwanza w regionie Południowym. Według danych z 2018 roku populacja dystryktu wynosiła 138 291 osób.

## Sąsiednie dystrykty
- Balaka – północny wschód
- Blantyre – wschód
- Mwanza – południowy zachód
- Ntcheu – północ